# Inés Burdow
Inés Burdow (* 14. Mai 1969 in Strausberg) ist eine deutsche Schauspielerin, Autorin und Regisseurin.

## Leben
Nach einer Ausbildung beim Staatlichen Komitee für Rundfunk der DDR wechselte Inés Burdow nach West-Berlin in die Kunst- und Performance-Szene, wo sie in den 1990er Jahren ihre Schauspielausbildung beim R.A.M.M. theaterart absolvierte und als Performerin mit verschiedenen Stücken auf Theaterfestivals durch Europa tourte. Seitdem gastierte Burdow an verschiedenen Theatern wie  Mecklenburgisches Staatstheater Schwerin, Theater Bielefeld, Theater Görlitz, Volksbühne Berlin, Berliner Ensemble u. a.
Seit den 2000er Jahren beschäftigt sie sich wiederkehrend mit Künstler-Biografien wie Brigitte Reimann, Christa Wolf, Edith Anderson, Stefan Heym, Helga M. Novak, Emil Szittya und bringt diese in eigener Bearbeitung auf die Bühne oder als Feature in die Kulturradios. Im Jahr 2009 wirkte sie als Stadtschreiberin im Nordseebad Otterndorf. 2015 wurde sie mit dem Kunstförderpreis des Landes Brandenburg ausgezeichnet. 2016 war sie Pirosmani-Stipendiatin in Georgien und erhielt ein Stipendium der Villa Decius in Krakau/Polen. Inés Burdow gründete 2018 zusammen mit Melanie Seeland in Strausberg das Theater Die Andere Welt Bühne.
Die Briefe Lyonel Feiningers an seine Frau Julia brachte sie 2021, unterstützt vom Kunstwissenschaftler und Feininger-Kenner Andreas Hüneke, als Buch und gleichzeitig als Hörfunk-Feature mit Unterstützung des Künstlers Frank Diersch bei MDR Kultur heraus. Seit 2022 ist sie zusammen mit dem Enkel von Julia und Lyonel, dem US-amerikanischen Schauspieler Conrad Feininger, mit dem Buch auf Lesereise im Museum Lyonel Feininger Quedlinburg, Schirn Kunsthalle Frankfurt u. a. Von 2020 bis 2022 war sie gemeinsam mit dem Drehbuchautor Wolfgang Kohlhaase und der Autorin Bastienne Voss auf Lesereise (u. a. Theater am Rand, Akademie der Künste (Berlin), Filmmuseum Potsdam) um Kohlhaases Prosa vorzustellen.
Inés Burdow lebt und arbeitet in Berlin, Strausberg und Woltersdorf an der Schleuse.

## Film und Fernsehen (Auswahl)
- 2012: Alles Klara
- 2012: Fallwurf Böhme – Die wundersamen Wege eines Linkshänders
- 2012: Das Kindermädchen
- 2016: Schloss Einstein / Staffel 19

## Hörfunk (Auswahl)
- 2011: Die Mutter, an die du nie denkst, lehnt an jeder Wand, Feature, Autorin und Regie, RBB
- 2013: Die Unvollendete – Die Schriftstellerin Brigitte Reimann, Feature, Autorin und Sprecherin, MDR, Regie: Nikolai von Koslowski
- 2015: Aber trotzdem, trotzdem, der Vater war mir immer der Vater – Väter und Söhne, Feature, Autorin und Regie, SWR
- 2021: Sweetheart, es ist alle Tage Sturm, Lyonel Feininger – Briefe an Julia, Feature, Autorin, zusammen mit Frank Diersch, auch Sprecherin, MDR

## Publikationen als Autorin (Auswahl)
- 2008: Grüße aus Shangri-La: elf erstaunliche Geschichten, Autorin, Pro-Business-Verlag Berlin, ISBN 978-3-86805-266-4
- 2021: Sweetheart, es ist alle Tage Sturm Lyonel Feininger – Briefe an Julia (1905–1935), Herausgeberin, Kanon-Verlag Berlin, ISBN 978-3-98568-009-2

## Theaterarbeit (Auswahl)
- 2006: Die Unvollendete – Variationen über Brigitte Reimann, Monolog, Uraufführung, Autorin und Darstellerin,  11. Literaturtage Schwerin
- 2009: Linkerhand. Uraufführung der Oper nach Motiven des Romans Franziska Linkerhand von Andrea Heuser (Libretto) und Moritz Eggert (Musik), Darstellerin der Titelrolle, Inszenierung: Sebastian Ritschel, Hoyerswerda/Görlitz
- 2020: Unvergessen, Uraufführung, Die Andere Welt Bühne, Darstellerin und Inszenierung, Die Andere Welt Bühne, Strausberg
- 2022: Ping-Pong-Stereophonie – Bomben auf sanften Wiesen, Darstellerin und Inszenierung, Die Andere Welt Bühne, Strausberg / Gastspiel / Festival der Uraufführungen Oberzeiring-Pölstal, Österreich
- 2023: König UBU – Show Down nach Alfred Jarry, Darstellerin und Inszenierung, Die Andere Welt Bühne, Strausberg